# Klasea erucifolia
Klasea erucifolia là một loài thực vật có hoa trong họ Cúc. Loài này được (L.) Greuter & Wagenitz mô tả khoa học đầu tiên năm 2003.